# Оро (провинция)
Оро е провинция на Папуа Нова Гвинея. Площта ѝ е 22 735 квадратни километра и има население от 186 309 души (по преброяване от юли 2011 г.). Намира се в часова зона UTC+10. Разделена е на 2 окръга.